# Rochers de Svatoš
Les rochers de Svatoš (en tchèque : Svatošské skály) constituent une formation rocheuse et un monument naturel remarquable de la République tchèque, dans le district de Karlovy Vary, en Bohême. Ils sont situés sur la rive gauche de l'Ohře entre Loket et Karlovy Vary, mais sur le territoire de la commune d'Hory. Associés à une légende qui les présente comme une procession de mariage pétrifiée par une fée, ces blocs de granite verticaux forment depuis plusieurs siècles une attraction appréciée par les curistes de la région en excursion et ont à ce titre reçu la visite de Johann Wolfgang von Goethe ou Sigmund Freud, notamment. Le 31 janvier 1933, le massif rocheux et ses abords immédiats (1,95 ha au total) sont protégés et reconnus comme un « monument naturel national », le monument naturel national Jan Svatoš.
Depuis 1978, un sentier de découverte de la nature relie Doubí aux rochers de Svatoš, long de 12 km et doté de 12 panneaux d'information.